# Itzac
Itzac é uma comuna francesa na região administrativa de Occitânia, no departamento de Tarn. Estende-se por uma área de 11,24 km². Em 2010 a comuna tinha 161 habitantes (densidade: 14,3 hab./km²).